# 间谍少女组
《校園嬌娃》（英語：Totally Spies!）是由法國Marathon Media公司制作的電視動畫，從2001年播到2008年，共五季，本劇亦被稱為動畫版《霹靂嬌娃》。其電影版《校園嬌娃電影版》於2009年7月22日首播。原定第五季第130集為本劇大結局，後來於2013年重新製作了新集數（番外篇）。第一季至第四季嬌娃們就讀於比佛利高中，第五季三人與曼蒂等人皆不約而同的來到了馬里布大學。第七季版權由華納兄弟購買，宣布2024年發布動畫。
本劇第五季第十四集（全劇第118集），同製作公司製作之動畫《校園神兵》中的主角神秘·馬丁客串了本劇，和嬌娃們共同打擊犯罪，而這集也揭示了嬌娃們的領導傑瑞與神兵們的領導人大媽為舊識。
本劇於2009年推出衍生劇《小鬼大神探》，同樣以傑瑞為領導，以世界人類保護組織（W.O.O.H.P，簡稱總部）為背景，主角則為克拉克一家的四兄妹；而本劇主角珊珊、可可、愛莉客串了《小鬼大神探》第一季第十四集，其他特務布蘭妮、迪安及布萊恩則客串了第一季第三集。

## 概要
校園嬌娃是由三位少女珊珊、可可及愛莉組成，故事以冒險和执行任務為重點，由W.O.O.H.P的创立兼管理者傑瑞领导。

## 總部
世界人类保护组织（The World Organization Of Human Protection，簡稱W.O.O.H.P，總部）是一个世界间谍机构，由傑瑞建立並领导，在世界范围内使用最新技术和熟练人员打击罪恶及传播人道主义。指挥部坐落于洛杉矶的市中心，建筑物外觀像W形。
在第三季及第四季，傑瑞添置电脑系统格拉蒂斯（G.L.A.D.I.S.，Gadget Lending And Distributing Interactive System）作為办公室主要運轉系統，但後來趋向有自己的想法，也曾遭受入侵，趋向降低傑瑞在W.O.O.H.P裡的地位，而在第五季因跋扈的態度而被傑瑞毀掉。
W.O.O.H.P实际上有三个部门，分别位于美国，欧洲和澳大利亚。另外有一个姊妹组织：W.O.O.A.P（World Organization of Animal Protection，即世界动物保护组织）。

## 登場角色

### 主要
珊珊、可可和愛莉是W.O.O.H.P的三位當家间谍，频繁被召去解决問題。当傑瑞需要她们，按一个按钮就能「召喚」到他的办公室，无论在哪都可以，是连通到他的办公室之管道。
- 珊珊／小珊（Sam）[註 1]

配音：松井菜櫻子（日本）；克萊兒·蓋雅（法國）；珍妮佛·海兒（美國）；方雪莉→許淑嬪→黃千庭（第7季）（台灣）；盧素娟（香港）
全名：珊曼莎（Samantha）
身高：184公分
生日：4月16日
橘色長波浪頭髮。雖然比可可年輕，但是她是三位嬌娃中最聪明、最有责任心、最成熟的一個，當嬌娃們陷入困境时，也能冷靜應對想出解決辦法。喜欢紫色和绿色。
嬌娃制服為一套綠色緊身衣。
- 可可／洛兒（Clover）[註 2]

配音：村井每早（日本）；菲梨·姬塔（法國）；安卓麗雅·貝格（美國）；魏晶琦→李昀晴（第7季）（台灣）；曾秀清（香港）
身高：178公分
生日：8月10日
黃色中短直髮。常被帥哥所著迷，同时也是超級购物狂，很跟隨時尚潮流和名牌，比起任務更看重衣服、美妝、約會等。鬼靈精怪，臨機應變能力很強。喜欢蓝色和红色。
嬌娃制服為一套红色緊身衣。
- 愛莉／艾利（Alex）[註 3]

配音：南央美（日本）；席琳·莫吉（法國）；凱蒂·李（第一～二季）→凱蒂·格瑞芬（第三季後）（美國）；汪世瑋→林曉芳（第7季）（台灣）；梁少霞（香港）
全名：愛莉絲珊卓（Alexandra）
身高：166公分
生日：6月14日
有着深藍色短发及黝黑皮膚。很為朋友着想。即使天然呆讓她不太跟得上狀況，但隨口提出的話常成為夥伴的靈感，幫助她們想出解決方法。雖然看起來比較中性，但其實非常注重时尚和希望有真命天子出現。有一隻奥利玩具乌龟。在第六季，她收養一隻粉紅色小豬。喜欢粉红色和黄色。
嬌娃制服為一套黃色緊身衣。
- 傑瑞／傑叔（Jerry）[註 4]

配音：小林清志（日本）；讓-庫魯德·當達（法國）；傑斯·夏瑞爾（第一～二季）→艾卓安·特拉斯（第三季後）（美國）；孫德成→宋克軍→陳進益（第7季）（台灣）；譚炳文（香港）
全名：傑拉爾德·傑瑞·路易斯（Gerald Jerry Lewis）
60歲，是W.O.O.H.P（世界人类保护组织）的创立者和管理者。
設立很多传送娇娃們去总部的途径，并简要向她们概括任务内容，分配她们不同道具，提供给她们解決任务上的幫助。
虽然常常因恶劣态度和不断出任务使嬌娃们懊恼，但当嬌娃們有危险时也会去帮忙。
为人所知的是，因為母亲的好管闲事，不太能保住他间谍的身份，而他母亲也仅仅在作品中被提及几次。
珊珊、可可和愛莉曾经注意到她们自己并不服从任何人，但对于傑瑞，她们通常並不听从。

### 其他角色
- 布蘭妮（Britney）

配音：田村由香里（日本）；琳賽·李奇威（美國）；謝佼娟（台灣）
身高：181公分
生日：3月23日
深藍色長髮，第二季出現，某次曾因為太聰明被珊珊和可可喜愛，被愛莉討厭。嬌娃制服為水藍色緊身衣。
- 曼蒂／魅蒂（Mandy）[註 5]

配音：小林希唯（日本）；席琳·莫吉（法國）；珍妮佛·海兒（美國）；詹雅菁（台灣）；陸惠玲（香港）
身高：169公分
生日：7月12日
和嬌娃們共同就讀比佛利山莊高中，同時也是嬌娃們共同討厭的角色（尤其是可可）。常常對嬌娃們嘻笑、辱罵，甚至還搶走可可和珊珊在舞台劇的演出角色。但有時會被嬌娃們「反擊」。曾因為跟蹤可可到總部被傑瑞稱讚追蹤力敏銳而當過一次嬌娃，但之後因為不喜歡而被清除記憶。嬌娃制服為紫色緊身衣。曾當過偵探殺手，但後來也被消除記憶。家裡很富有，自己有一棟M型的山中小屋。
- 凱特琳（Caitlin）

配音：凱蒂·李（美國）；方雪莉、鄭仁麗（ep.25）→劉凱寧（台灣）
身高：174公分
生日：5月18日
曼蒂的朋友，常與曼蒂和多明妮一起欺負嬌娃們。曾當過偵探殺手，但後來也被消除記憶。
- 多明妮（Dominique）

配音：安卓麗雅·貝格（美國）；汪世瑋（台灣）
身高：172公分
生日：2月28日
曼蒂的朋友，常與曼蒂和凱特琳一起欺負嬌娃們。曾當過偵探殺手，但後來也被消除記憶。
- 明蒂（Mindy）

配音：凱蒂·葛里芬（美國）
身高：171公分
生日：9月6日
曼蒂的親戚，與曼蒂和嬌娃們一樣就讀馬里布大學，也是一位和曼蒂一樣常常對嬌娃們嘻笑、辱罵並且捉弄她們的人。

### 反派
头三季的反派角色通常是串場角色，目的大部分是打算征服世界，因为他们曾遭受极大失望（例如被排斥）或心灵创伤；只有少数曾经登場两次，而且经常关注嬌娃們，并尝试报复，因为她们阻止那些反派的计谋。
黑騎士 Black Knight
第一季第四集《Stuck in the middle age with you》出現的反派。
在第三季末，以泰倫·路易斯（傑瑞·路易斯的孪生兄弟）成为娇娃們的最终敌人，起初作为全系列結尾，但当第四季推出後，泰倫复活并與另外四名固有反派組成名為拉摩思（LAMOS，League Aiming to Menace and Overthrow Spies）的邪惡組織，多次登場，成為該季主要反派。
此外，從第一季至第四季為止，嬌娃們在学校也有三個死對頭，即曼蒂與其好友凱特琳（Caitlin）和多明妮（Dominique），似乎被設定成校園嬌娃的惡魔翻版。

## 道具
每集指定给三位嬌娃的任务，大多包含几款由傑瑞（或第3、4季由格拉蒂斯/G.L.A.D.I.S.）给予的道具，而未指定給W.O.O.H.Pˇ的任務，通常使用以防万一而保存起来的旧道具。W.O.O.H.P的道具通常可拼出具讽刺意味或滑稽的首字母縮略字 ，就像RASH和KURTT。而大部分道具都是粉红色的，通常掩饰得像平常物品，但在第三季後，主要顏色由紫色取代粉红色。
傑瑞也有使用道具，但身為一名中年男子，使用更多“成人型”道具。

## 各話列表
以下時間除非特別標註,否則以加拿大的時間為主
第一季(法國:2001.11.03~2002.06.15 ; 加拿大:2002.09.02~2003.03.28)
01 A Thing for Musicians
02 The New Jerry
03 Get Away
04 Stuck in the Middle Ages With You
05 Child's Play
06 Model Citizens
07 The Fugitives
08 Abductions
09 The Eraser
10 Spy Gladiators
11 Silicon Valley Girls
12 Queen for a Day
13 Spy vs. Spy
14 Aliens
15 Wild Style
16 The Black Widows
17 Shrinking
18 Evil Boyfriend
19 Game Girls
20 A Spy is Born
21 Passion Patties
22 Soul Collector
23 Malled
24 Do You Believe in Magic?
25 Ice Man Cometh
26 Man or Machine
第二季(2003.08.08~2004.09.19)
01 A Spy is Born Part II
02 I Want My Mummy
03 Evil Hair Salon
04 The Yuck Factor
05 It's How You Play the Game
06 Here Comes the Sun
07 Green with N.V.
08 Boy Bands Will Be Boy Bands
09 I, Dude
10 Mommies Dearest
11 Zooney World
12 First Brat
13 W.O.W
14 Stark Raving Mad
15 S.P.I.
16 Animal World
17 Nature Nightmare
18 Alex Quits
19 Totally Switched
20 The Elevator
21 Ski Trip
22 Matchmaker
23 Brain Drain
24 Fashion Faux Pas
25 Toying Around
26 Starstruck
第三季(2004.10.03~2005.07.31)
01 Physics 101 Much?
02 Freaky Circus Much?
03 Computer Creep Much?
04 Space Much?
05 Evil Coffee Shop Much?
06 Forward to the Past
07 The Incredible Bulk
08 Morphing Is Sooo 1987
09 Planet of the Hunks
10 Super Nerd Much?
11 Dental? More Like Mental?
12 Escape from WOOHP Island
13 Scam Camp Much?
14 Evil G.L.A.D.I.S. Much?
15 Super Agent Much?
16 Evil Airlines Much?
17 Creepy Crawly Much?
18 Truth or Scare
19 Feng Shui Is Like So Passe
20 Halloween
21 Evil Valentine's Day
22 Power Yoga Much?
23 Head Shrinker Much?
24 Evil Promotion Much? Parts I
25 Evil Promotion Much? Parts II
26 Evil Promotion Much? Parts III
第四季(2006.04.03~2007.03.08)
01 The Dream Teens
02 Futureshock!
03 I Hate the Eighties
04 The O.P.
05 Alex Gets Schooled
06 Mime Your Own Business
07 Attack of the 50 Ft. Mandy
08 Evil Jerry
09 0067
10 Arnold the Great
11 Mani-Maniac Much?
12 Déjà Cruise
13 Evil Bouquets Are So Passe
14 Evil Heiress Much?
15 Sis-KaBOOM-Bah!
16 Evil Ice Cream Man Much?
17 Beauty Is Skin Deep
18 Like, So Totally Not Spies: Parts I
19 Like, So Totally Not Spies: Parts II
20 The Suavest Spy
21 Spy Soccer
22 Spies in Space
23 Spies on the Farm
24 Totally Busted! Parts I
25 Totally Busted! Parts II
26 Totally Busted! Parts III
第五季(2007.08.31~2008.02.10)
01 Evil Graduation
02 Evil Roommate
03 Evil Professor
04 The Granny
05 Another Evil Boyfriend
06 Return of Geraldine
07 Evil Pizza Guys
08 Evil Gymnasts
09 Evil Sorority
10 Evil Shoe Designer
11 Virtual Stranger
12 WOOHPersize Me!
13 Evil Hotel
14 Totally Mystery Much?
15 Evil Sushi Chef
16 Miss Spirit Fingers
17 Mime World
18 Evil Mascot
19 The Show Must Go On... or Else
20 Zero to Hero
21 WOOHP-tastic
22 So Totally Not Groove-y
23 Ho-ho-ho-no!
24 Totally Icky
25 Totally Dunzo: Parts I
26 Totally Dunzo: Parts II
第六季(法國:2013.09.04~2013.10 ; 加拿大:2014.09.07~2015.03.01)
01 The Anti-Social Network
02 Nine Lives
03 Vide-o-no!
04 Super Mega Dance Party Yo!
05 Pageant Problems
06 Grabbing the Bully by the Horns
07 The Wedding Crasher
08 Celebrity Swipe!
09 Super Sweet Cupcake Company
10 The Dusk of Dawn
11 Dog Show Showdown!
12 Mandy Doll Mania!
13 Evil Ice Skater
14 Inferior Designer!
15 WOOHP-Ahoy!
16 Trent Goes Wild
17 Little Dude
18 Totally Switched Again!
19 Clowning Around!
20 Astro-Not!
21 Baddies on a Blimp
22 Jungle Boogie
23 Danger TV
24 Solo Spies!
25 So Totally Versailles! Parts I
26 So Totally Versailles! Parts II

### 原定完結篇
- 第五季第26集（全劇第130集）

傑瑞製作了一個能除掉所有壞人基因的機器，卻因為失誤，而意外讓母親路易斯女士喝下了壞人的基因，導致路易斯女士成了反派人物，最後更因此揭露了路易斯女士為前任間諜的事實，最後珊珊、可可、愛莉及傑瑞導正了一切，並完成了機器，傑瑞按下按鈕，全世界的壞人基因就此通通消失，而珊珊、可可及愛莉最後雖然不捨，但是仍然笑著告別了嬌娃間諜的生涯。